# John Mackey
Pro Football Hall of Fame 1992
(en) Statistiques sur pro-football-reference
John Mackey (né le 24 septembre 1941 à New York, État de New York - mort le 6 juillet 2011 à Baltimore, Maryland) est un joueur américain de football américain ayant évolué au poste de tight end dans les années 1960. Il a remporté le Super Bowl V avec les Colts de Baltimore où il évolue entre 1963 et 1971 en National Football League. Premier président de la National Football League Players Association à la suite de la fusion entre l'AFL et la NFL, Mackey reste à ce poste de 1970 à 1973. Il est également à l'origine du « 88 Plan » qui permet aux anciens joueurs de la ligue de bénéficier de soutien financier lorsqu'ils ont besoin de soins en fin de vie. Mackey fait partie de la promotion 1992 du Pro Football Hall of Fame et est le deuxième tight end de l'histoire à y entrer. Une étude menée par l'université de Boston sur son cerveau a révélé qu'il souffrait d'encéphalopathie traumatique chronique.